# Centrolepis muscoides
Centrolepis muscoides är en gräsväxtart som först beskrevs av Joseph Dalton Hooker, och fick sitt nu gällande namn av Georg Hans Emmo Emo Wolfgang Hieronymus. Centrolepis muscoides ingår i släktet Centrolepis och familjen Centrolepidaceae. Inga underarter finns listade i Catalogue of Life.